# Hubert Kah
Hubert Kah (właściwie Hubert Kemmler, ur. 21 marca 1961 w Reutlingen) – niemiecki muzyk, kompozytor, autor tekstów i producent muzyczny.

## Kariera
Hubert Kah debiutował w trio Hubert Kah (Hubert Kemmler – śpiew, keyboard; Markus Loehr – gitary; Klaus Hirschburger – bas) w roku 1982. Jest autorem m.in. utworów „Rosemarie”, „Sternenhimmel” i „Einmal nur mit Erika”.
W 1984 roku trio rozpoczęło współpracę z Michaelem Cretu, producentem i muzykiem znanym głównie z późniejszego projektu Enigma i twórcą sukcesów Sandry. Owocem tej współpracy był album Goldene Zeiten, z którego dwa single Angel 07 oraz Wenn der Mond die Sonne berührt zdobyły uznanie fanów w Europie a później, po wydaniu ich w wersji anglojęzycznej, również na świecie. Wspólnie z Cretu, którego często nazywa się czwartym członkiem grupy, zostały nagrane kolejne albumy Tensongs w 1986 i Sound of my heart w 1989. Na fali popularności nurtu new romantic single Military Drums, Limousine oraz wcześniej wspomniany „Angel 07” osiągnęły sukces na listach przebojów nawet w Stanach Zjednoczonych.
Grupa zawiesiła działalność po wydaniu w 1990 roku płyty z największymi przebojami w języku angielskim. Powodem rozpadu zespołu były zdrowotne problemy Huberta Kemmlera. Po wyzdrowieniu, w połowie lat 90., Kemmler powrócił z nowym materiałem nagranym bez wyżej wspomnianych muzyków i długoletnich przyjaciół. Nowa, świetnie wyprodukowana płyta to mieszanka muzyki pop z klasycznymi elementami i głębokimi, osobistymi tekstami. Pod względem artystycznym była godnym uwagi powrotem jednak pod względem komercyjnym nie zyskała uznania szerszej publiczności. Płyta Hubert Kah i promujący ją singel C’est la vie dowiodły artystycznego rozwoju Kemmlera, który odszedł od stylistyki dyskotekowej i nurtu new romantic w stronę muzyki bardziej uduchowionej i osobistej. Po niepowodzeniu tego krążka Kemmler wycofał się ze sceny na kolejne kilka lat, żeby w 2005 roku zaskoczyć fanów zupełną zmianą wizerunku i nową płytą Seelentaucher, w której udało się mu połączyć ducha muzyki dyskotekowej, elektronicznej z pięknymi lirycznymi balladami.
Hubert Kah jest również współtwórcą sukcesów innych artystów. Należą do nich Sandra (Maria Magdalena, Heaven can wait itd.), Peter Schilling (Different Story), Two Of Us, Sally Oldfield, Maggie Reilly, Inker & Hamilton i inni.

Utwory grupy Hubert Kah były tłem muzycznym filmu Howarda Storma Once Bitten z 1985 roku.

## Dyskografia
- 1982: Meine höhepunkte
- 1984: Ich komme
- 1984: Goldene zeiten
- 1985: Angel 07
- 1986: Tensongs
- 1989: Sound of My Heart
- 1989: Sound of My Heart US Edition
- 1995: The Best of Dance Hits
- 1996: Hubert Kah
- 1998: The Best of Hubert Kah
- 2005: Seelentaucher
- 2011: Hubert Kah so80s curated by Blank & Jones
- 2014: The Very Best of Hubert Kah

Dyskografię uzupełniają single „NDW Kultmix” i „Love Chain...Maria” z 1998 roku.